# Malvasia
Malvasia (ou Malvazia) é uma série de castas de uvas brancas e tintas de origem grega (Ilha de Creta) usada na fabricação de vários vinhos.
As castas estão dispersas por toda a zona do Mar Mediterrâneo. É uva para vinhos licorosos de sabor intenso doce e graduado, e é particularmente encontrada no Piemonte, Piacentino, Parmense, Sicília, Puglia (em particular no Salento) e Sardenha (malvasia di Bosa). Na atual Região Demarcada da Madeira produz-se um dos mais afamados vinhos desta casta, que também é conhecido pelo nome inglês de Malmsey. A coloração pode ser amarelada em vários tipos de espumantes, sendo a mais comum a Malvasia Negra. A graduação alcoólica vai da 12° a 14°.

## Descrição
As folhas são médias, pentagonais geralmente com cinco lóbulos muito profundos e muito pontiagudos.

Os cachos são médios a grandes (20-30 cm), frouxos e com um peso médio de 300-400 gramas, com pedúnculo médio a longo e fraca lenhificação.

Os bagos são médios a grandes (2,3 gramas, me média), não uniformes, de cor elíptica e de cor verde amarelada; a película de espessura fina e hilo aparente, possui pruina; a polpa é mole e suculenta; o pedicelo tem comprimento médio e é de difícil separação. É uma casta de produtividade baixa a média, dando origem a vinhos de cor alambreada, doces e muito aromáticos.

## Vinho Madeira
Foi a primeira casta a ser plantada na Madeira, por ordem do Infante D. Henrique. É cultivada nas imediações de São Jorge (Santana) e Santana no Norte da Ilha, e em Câmara de Lobos e Estreito de Câmara de Lobos no Sul, a 200-300 metros de altitude.